# Bocaparvovirus
Bocaparvovirus é um gênero de vírus da família Parvoviridae, da subfamília Parvovirinae. Seus hospedeiros naturais são os cães, humanos e gados. Existem atualmente doze espécies desse gênero, incluindo a espécie-tipo bocaparvovírus ungulado 1. Doenças associadas a esse gênero incluem, em humanos: doença respiratória aguda; e no gado: diarreia e sintomas respiratórios leves.

## Genoma
Os bocaparvovírus têm duas fases de leitura aberta — ORF1 e 2 —, da mesma maneira que outros membros dessa família. Porém, diferentemente dos outros parvovírus, os bocaparvovírus contêm uma terceira fase de leitura aberta entre regiões de codificação estrutural e não estrutural. Esse gene codifica uma proteína não estrutural altamente fosforilada (NP1).
A ORF1 codifica uma proteína não estrutural (NS1) que está envolvida na replicação do genoma viral. A ORF2 codifica duas proteínas da cápside — VP1 e VP2.
Assim como outros parvovírus, a região única da VP1 contém um motivo fosfolipase A(2) com um motivo histidina–ácido aspártico-XXY conservado no centro catalítico.

## Taxonomia
Grupo: ssDNA

### Detalhes do vírus
Na família Parvoviridae, as espécies são geralmente definidas como um grupo de vírus que codificam proteínas iniciadoras de replicação (chamadas NS1), cujas sequências de aminoácidos são, pelo menos, 85% idênticas às codificadas por todos os outros membros da espécie.
Existem atualmente doze espécies reconhecidas de Bocaparvovirus: Os bocaparvovírus carnívoros 1–3, pinípedes 1 e 2, primatas 1 e 2, e ungulados 1–5. Os bocavírus humanos pertencem às duas espécies dos primatas. A antiga espécie-tipo bocavírus bovino, classificada assim até 2014, é agora reconhecida como a sequência de vírus fundador em uma espécie-tipo mais ampla chamada bocaparvovírus ungulado 1. O vírus minuto canino é agora classificado na espécie bocaparvovírus carnívoro 1.
Um bocaparvovírus foi isolado em roedores.

## Virologia
Os bocavírus bovinos utilizam endocitose em vesículas cobertas por clatrina para entrar nas células. Eles são dependentes da acidificação, e aparentam também ser dependentes de actina e microtúbulos.

### Ciclo de vida
A replicação viral é nuclear. A entrada na célula hospedeira é realizada através da anexação a receptores da célula, que medeia endocitose por clatrina. A replicação segue o modelo de rolling-hairpin. O método de transcrição é por DNA-template, com alguns mecanismos de splicing alternativo. O vírus sai da célula hospedeira por exportação de poro nuclear.
Os humanos, bovinos e cães servem como hospedeiros naturais. As vias de transmissão são oral e respiratória.

## Estrutura
Como outros parvovírus, os bocaparvovírus têm uma estrutura icosaédrica e redonda, com simetria T=1. A cápside é não envelopada e composta de sessenta cópias de até seis tipos de proteínas (chamadas VP1 a VP6), que partilham uma região C-terminal comum. A estrutura de uma partícula semelhante a vírus composta apenas de proteína VP2 foi identificada por microscopia crioeletrônica e reconstrução de imagem. O diâmetro é de cerca de 21–22 nm. Os genomas são lineares, com cerca de 5,5 kb de comprimento.
| Gênero         | Estrutura   | Simetria | Cápside        | Arranjo genômico | Segmentação genômica |
| -------------- | ----------- | -------- | -------------- | ---------------- | -------------------- |
| Bocaparvovirus | Icosaédrica | T=1      | Não envelopada | Linear           | Nenhuma              |